# Sean Saves the World
Sean Saves the World est une série télévisée américaine en quinze épisodes de 23 minutes créée par Victor Fresco dont seulement treize épisodes ont été diffusés entre le 3 octobre 2013 et le 23 janvier 2014 sur le réseau NBC et au Canada sur le réseau Global.
Cette série est inédite dans tous les pays francophones.

## Synopsis
La série raconte le quotidien de Sean, un père gay divorcé, qui doit composer entre une carrière compliquée à cause d'un patron difficile et l'arrivée sous son toit d'Ellie, sa fille de quatorze ans.

## Distribution

### Acteurs principaux
- Sean Hayes : Sean Harrison
- Linda Lavin : Lorna Harrison, mère de Sean
- Samantha Isler : Ellie Harrison, fille adolescente de Sean
- Thomas Lennon : Max Thompson, patron de Sean
- Megan Hilty : Liz, meilleure amie de Sean
- Echo Kellum : Hunter, ami de Sean

### Invités
- Parvesh Cheena (en) : Jerry (7 épisodes)
- Vik Sahay : Howard (épisode 1)
- Brooke Dillman (en) : Phyllis (épisode 2)
- Robert Gant : Chase (épisode 3)
- Stacy Keach : Lee Thompson (épisodes 4, 11 et 14)
- Carla Jimenez (en) : Consuela (épisode 4)
- Julia Lea Wolov : Angela (épisode 6)
- Bobby Lee (en) : Mr Kim (épisode 6)
- Mandell Maughan (en) : Donna (épisode 6)
- Craig Ferguson : Andrew (épisode 8)
- Amy Hill : Mrs Ling (épisode 8)
- Sarah Baker : Tippy (épisode 9)
- Leslie Grossman : Susan (épisode 10)
- Angel Parker : Tabitha (épisode 10)
- Drew Droege (en) : Jason (épisode 10)
- Lorna Luft : Francine (épisode 12)
- James Patrick Stuart : Roger (épisode 12)
- Jerry Lambert (en) : Morgan (épisode 12)
- Jennifer Rhodes : Betty (épisode 12)
- Humphrey Ker (en) : Colin (épisode 13)
- Portia de Rossi : Jill, ex-femme de Sean (épisode 14)
- Andy Richter : Larry, candidat sénateur (épisode 14)
- Guy Pearce : Liam (épisode 15)

## Fiche technique
- Réalisateur du pilote : James Burrows[3]
- Producteurs exécutifs : Sean Hayes, Todd Milliner, James Burrows et Victor Fresco
- Société de production : Hazy Mills Productions et Universal Television

## Développement

### Production
Le projet a débuté en décembre 2012, NBC a commandé le pilote en janvier 2013, puis a commandé la série le 9 mai 2013 et lui a attribué trois jours plus tard la case horaire du jeudi à 21 h à l'automne.
Le 8 novembre 2013, NBC commande cinq épisodes supplémentaires, portant le total à 18 épisodes.
Le 28 janvier 2014, NBC cesse la production de la série après le quinzième épisode, annulant la série à cause des mauvaises audiences. Les deux épisodes inédits ont été mis en ligne sur le iTunes américain en mars 2014.

### Casting
Les rôles ont été attribués dans cet ordre : Sean Hayes, Linda Lavin, Echo Kellum, Thomas Lennon, Samantha Isler, Lindsay Sloane (Liz) et Vik Sahay.
Après la commande du pilote, Lindsay Sloane (Liz) a quitté le projet, elle est remplacée le mois suivant par Megan Hilty.
En décembre 2013, Megan Mullally (pour le 17e épisode, jamais tourné), Guy Pearce et Portia de Rossi ainsi que Andy Richter en janvier 2014, ont décroché un rôle pour un épisode ou plus.

## Épisodes
| №  | Titre                           | Réalisation        | Scénario                      | Première diffusion    | Audience (millions) |
| -- | ------------------------------- | ------------------ | ----------------------------- | --------------------- | ------------------- |
| 1  | Pilot                           | James Burrows      | Victor Fresco                 | 3 octobre 2013        | 4,43                |
| 2  | Busted                          | James Burrows      | Claudia Lonow (en)            | 10 octobre 2013       | 3,26                |
| 3  | Date Expectations               | Marc Buckland (en) | Michael A. Ross               | 17 octobre 2013       | 3,36                |
| 4  | Shut Your Parent Trap           | Marc Buckland      | Rick Wiener et Kenny Schwartz | 24 octobre 2013       | 3,96                |
| 5  | Nobody Puts Sean in a Corner    | Marc Buckland      | Aseem Batra                   | 31 octobre 2013       | 3,72                |
| 6  | Sean Comes Clean                | Marc Buckland      | Matt Ward                     | 7 novembre 2013       | 4,55                |
| 7  | The Good, the Bad and the Sean  | Marc Buckland      | Mike Rosolio                  | 14 novembre 2013      | 2,64                |
| 8  | Of Moles and Men                | Marc Buckland      | Joe Keenan (en)               | 21 novembre 2013      | 2,99                |
| 9  | Best Friends for Never          | Marc Buckland      | Seth Raab et Nicholas Darrow  | 12 décembre 2013      | 3,4                 |
| 10 | Sean the Fabulous               | Marc Buckland      | Claudia Lonow                 | 2 janvier 2014        | 2,79                |
| 11 | Trapped in the Closet (Part 2)  | Marc Buckland      | Michael A. Ross               | 9 janvier 2014        | 3,12                |
| 12 | The Wrath of Sean               | Marc Buckland      | Matt Ward                     | 16 janvier 2014       | 2,67                |
| 13 | I Know Why the Caged Bird Zings | Marc Buckland      | Joe Keenan                    | 23 janvier 2014       | 2,58                |
| 14 | The Joy of Ex                   | Marc Buckland      | Matt Ward                     | 24 mars 2014 (iTunes) |                     |
| 15 | The Dark Sean Rises             | Marc Buckland      | Seth Raab et Nicholas Darrow  | 24 mars 2014 (iTunes) |                     |

## Accueil
Le pilote a attiré que 4,43 millions de téléspectateurs aux États-Unis, battu de loin par The Crazy Ones sur CBS. Diffusé la veille au Canada, le pilote n'a attiré que 772 000 téléspectateurs.